# Нідеркірхен
Нідеркірхен (нім. Niederkirchen) — громада в Німеччині, розташована в землі Рейнланд-Пфальц. Входить до складу району Кайзерслаутерн. Складова частина об'єднання громад Оттербах-Оттерберг.
Площа — 23,85 км2. Населення становить 1837 ос. (станом на 31 грудня 2020).